# John C. Heenan
Pour les articles homonymes, voir Heenan.
Ne doit pas être confondu avec John Heenan (1905-1975), un cardinal anglais.
John C. Heenan est un boxeur américain combattant à mains nues né le 2 mai 1834 à Troy, État de New York, et mort le 28 octobre 1873 à Green River Station, Wyoming.

## Carrière

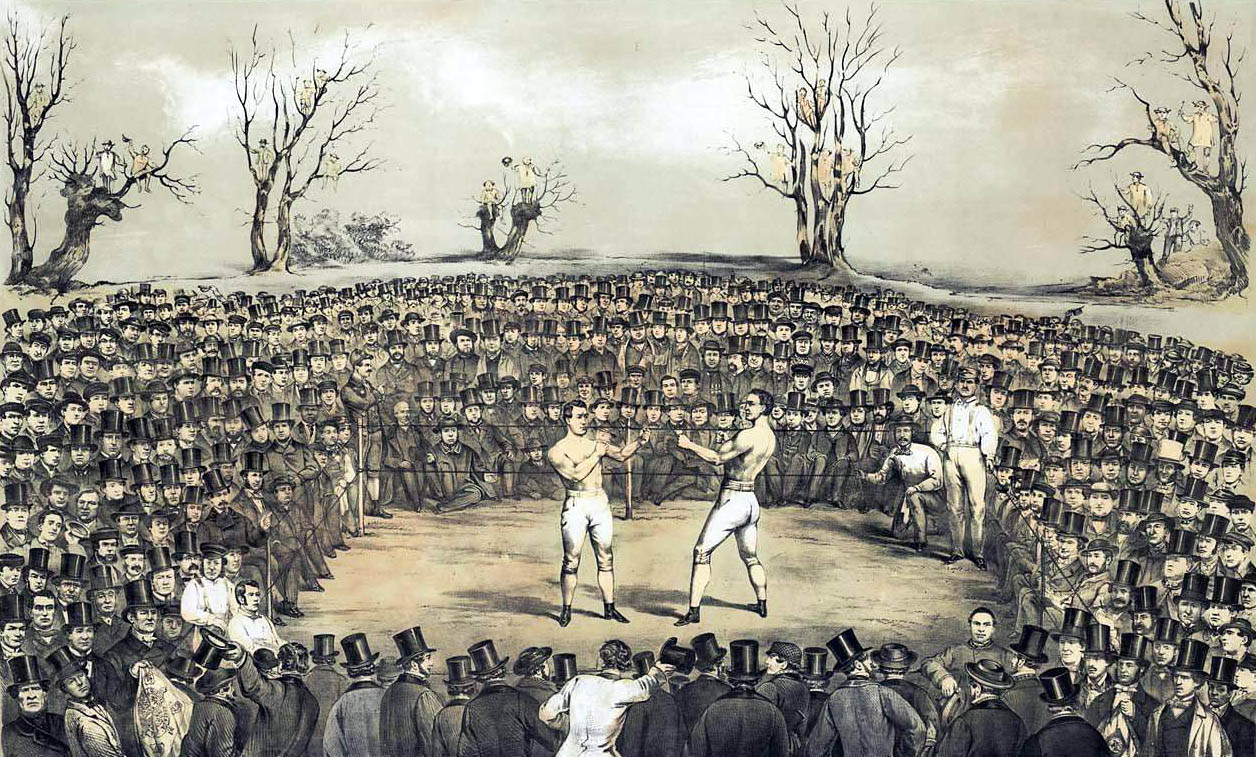
Peinture de Ward lors du championnat d'Angleterre et d'Amérique entre Tom Sayers et John C. Heenan en 1860

La famille de John C. Heenan est originaire de Templemore en Irlande.
Le 20 octobre 1858, il affronte le champion des États-Unis poids lourds John Morrissey à Long Point, Canada. Il se fracture la main au cours du combat mais parvient tout de même à mettre le champion en danger jusqu'au 11e round où il est KO. L'héroïsme dont Heenan a fait preuve lui vaut un retour triomphal aux États-Unis.
Le 17 avril 1860 à Farnborough non loin de Londres, lors du championnat d'Angleterre et d'Amérique, John C. Heenan fait match nul à l'issue de 42 rounds et 2 heures 27 minutes contre le champion d'Angleterre Tom Sayers. Jusqu'à son interruption par la police, le combat est d'une violence inouïe. Au 7e round, l'Anglais a l'avant-bras gauche fêlé. Au round suivant, l'Américain se casse la main droite. Après plus de deux heures d'intense combat, les deux boxeurs y voient à peine tant ils ont les yeux tuméfiés. Heenan ne remporte pas le titre aux États-Unis. Jules Vallès a raconté le combat des années après.
Heenan affronte par la suite Tom King et Jem Mace puis met un terme à sa carrière en 1871.

## Distinction
John C. Heenan est membre de l'International Boxing Hall of Fame depuis 2002.

## Référence
1. ↑  (en) When was John C. Heenan's birthday? (trueknowledge.com)
2. ↑  Frank Keating, Heenan v Sayers. The fight that changed boxing forever  sur le site du The Guardian (consulté le 18 janvier 2017)
3. ↑  Jules Vallès, La Rue